# Freibad Tegeler See

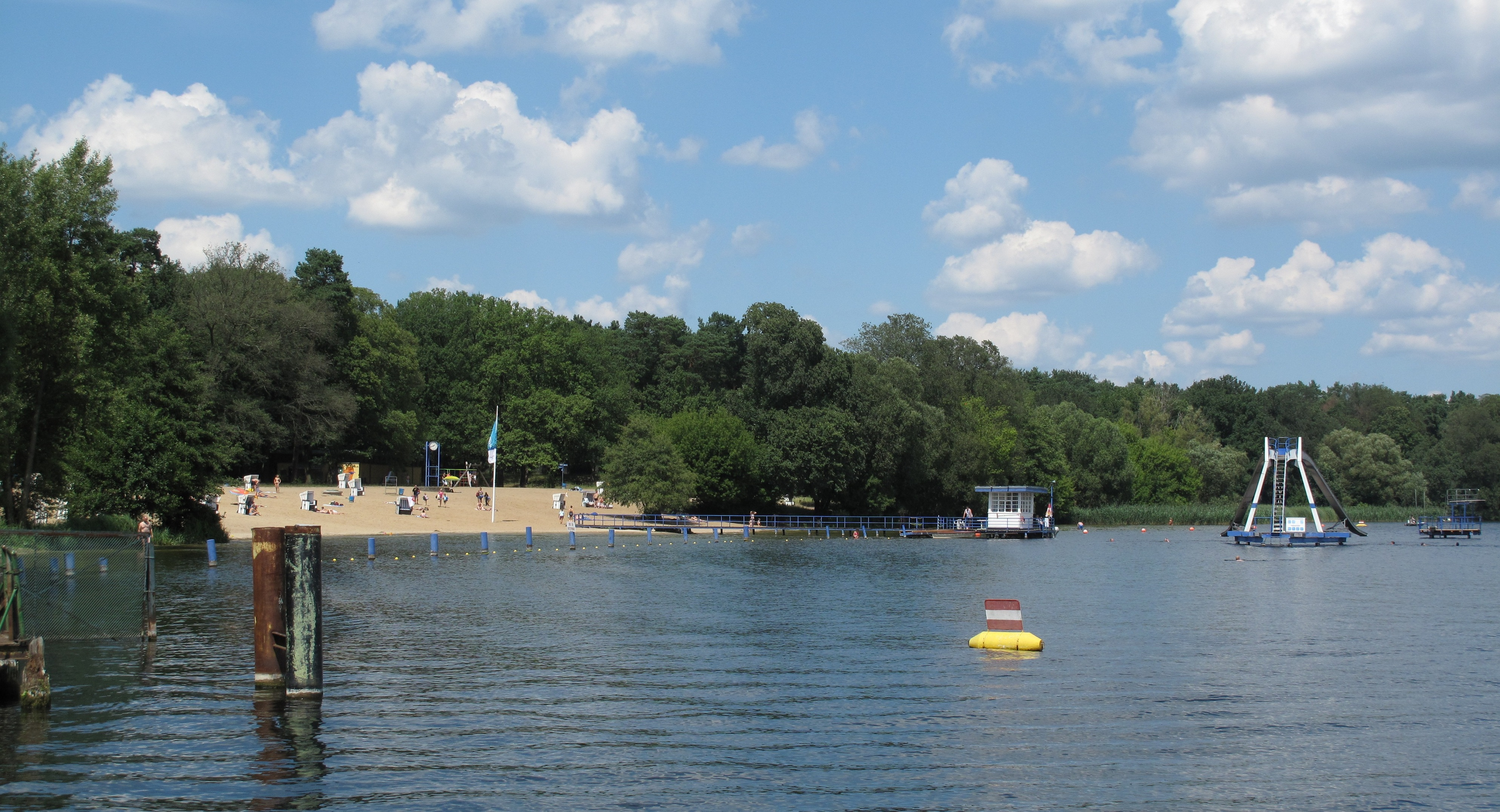
Strand, Wasserrutsche, Sprungturm und Bade-Insel

Das Strandbad Tegelsee, ursprünglich und noch immer gelegentlich als Freibad Tegeler See oder Strandbad Tegel bezeichnet, ist eine öffentliche Badeanstalt im Ortsteil Tegel des Berliner Bezirks Reinickendorf.
Das Strandbad liegt am Westufer des Tegeler Sees im Tegeler Forst, gegenüber der Insel Lindwerder und zwischen der Halbinsel Reiherwerder im Norden und Tegelort im Süden. Das Sommerbad wurde nach Aufschüttung eines Sandstrandes 1933 eröffnet und wird, bei zwischenzeitlicher Verpachtung, seit 1996 von den Berliner Bäder-Betrieben (BBB) verwaltet.
2016 erlosch die  Betriebsgenehmigung, und das Bad wurde geschlossen. Vier Jahre später wurde von den Berliner Bäder-Betrieben (BBB), gemeinsam mit der landeseigenen Berliner Immobilienmanagement GmbH (BIM) mit dem Neue Nachbarschaft / Moabit e.V. ein neuer Betreiber gefunden. Die Nutzung wurde durch die BIM mit einem Erbbaurecht über 40 Jahre gesichert.
Das Betriebskonzept wurde grundlegend verändert, Gemeinnützigkeit, Jugendarbeit, Erholung und Kultur stehen nun im Vordergrund. Das Gelände wurde im Winter 2020/2021 durch freiwillige Helfer wieder in einen nutzbaren Zustand versetzt. Das Bad nahm zu Pfingsten 2021 den Betrieb wieder auf.

## Strand und Einrichtungen
Der rund 500 Meter lange, weiße Sandstrand ist eingerahmt von den Kiefernwäldern des Tegeler Forstes und verfügt über einen separaten FKK-Abschnitt. Im Wasserbereich gibt es Rutschen, eine Bade-Insel und einen Sprungturm mit 1-Meter- und 3-Meter-Plattformen. Die Sport- und Spielangebote an Land umfassen einen Beachvolleyballplatz, Tischtennisplatten und einen Spielplatz mit Wippe und Klettergerüst. Zur weiteren Ausstattung gehören Strandkörbe (Gebühr), kalte Duschen, Toiletten, ein Imbiss und ein Restaurant.

## Wasserqualität

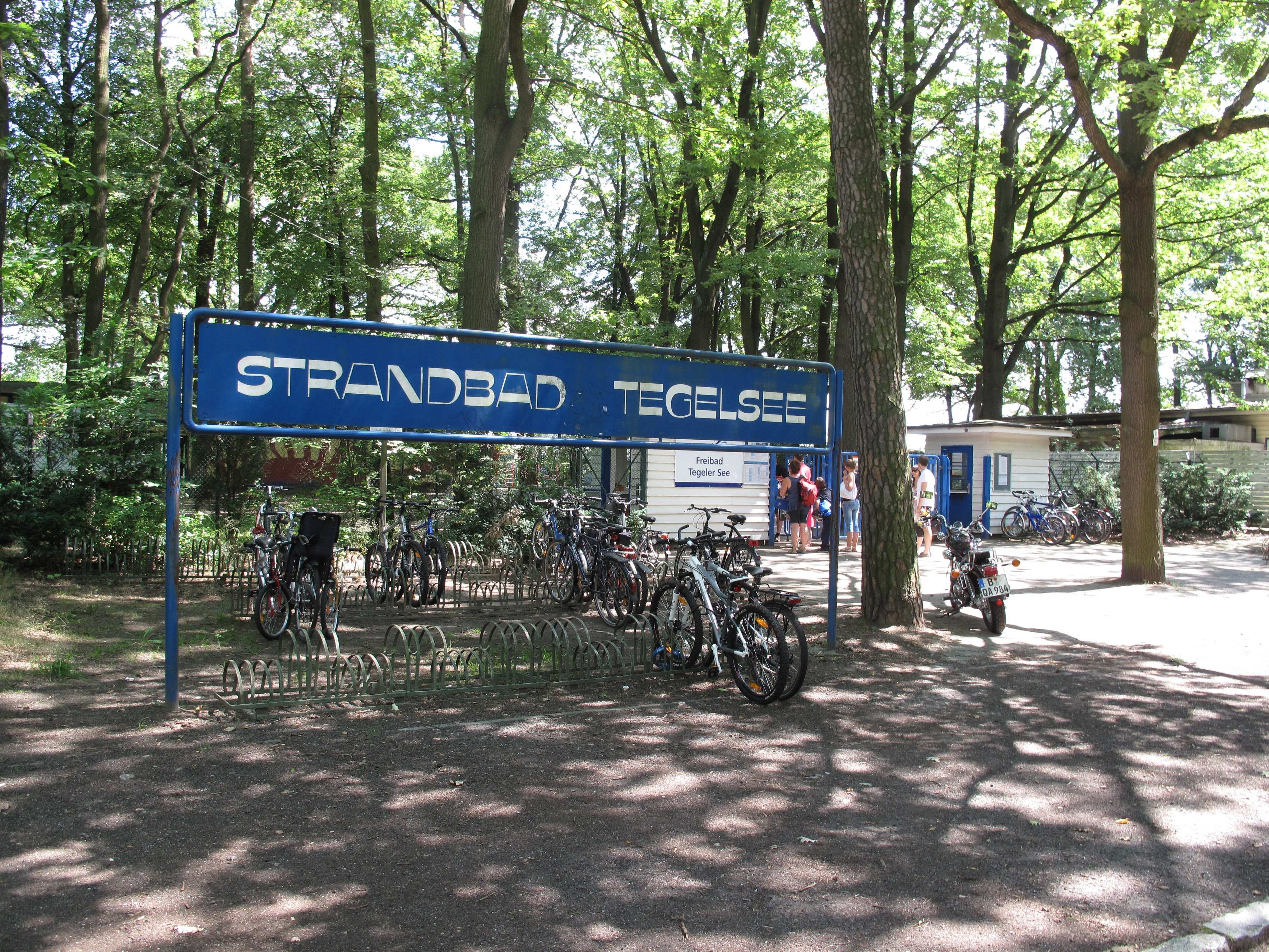
Eingangsbereich mit altem Namenszug (2011)

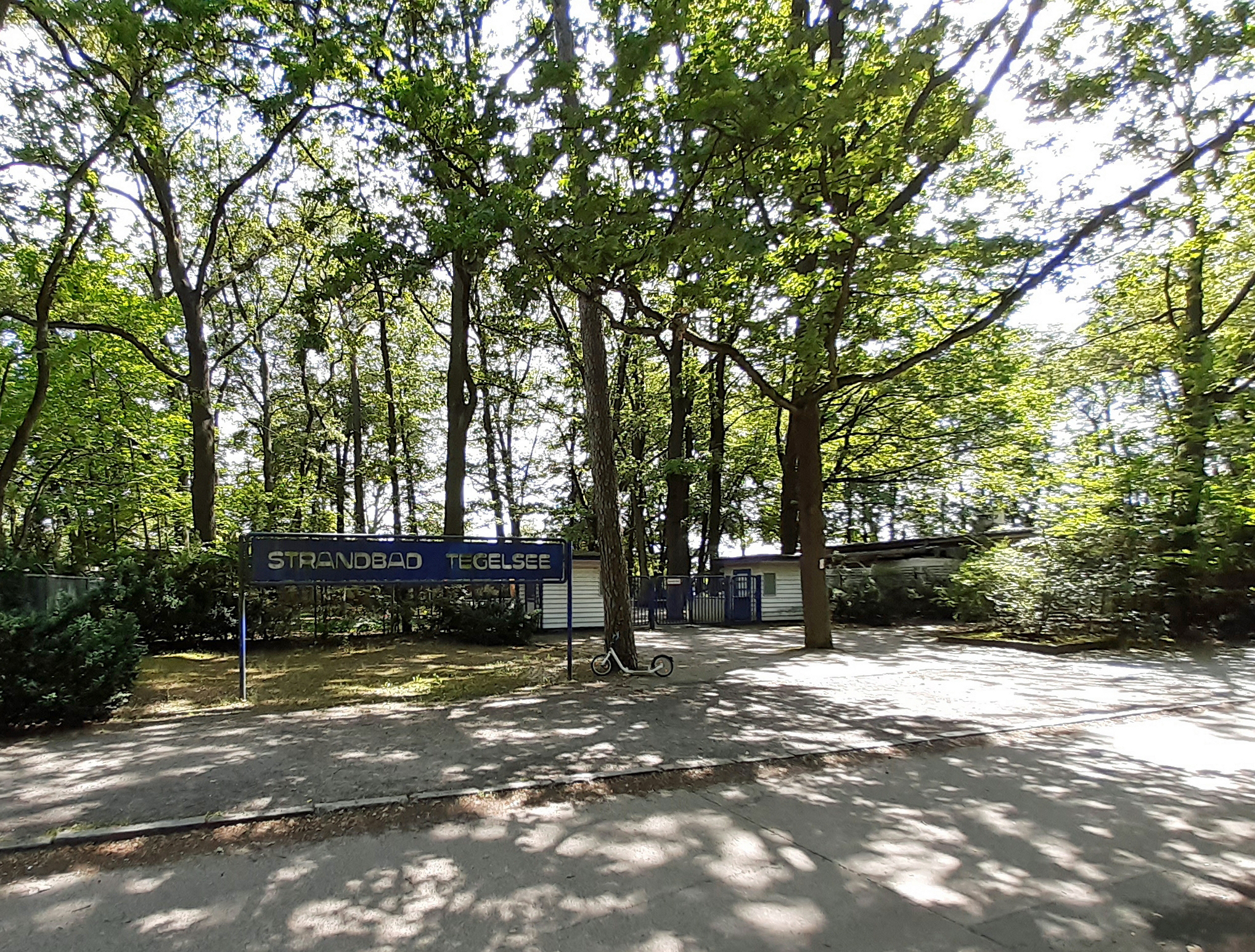
Drei Jahre (2019) nach der Schließung

Seit 1995 erreicht der Tegeler See als einziges rückgestautes Berliner Fließgewässer hinsichtlich des Belastungszustandes mit organisch abbaubarem Material die EU-Güteklasse II. Das Freibad erfüllt die Badegewässerrichtlinie der EU. Die Sichttiefe betrug im Juli 2011 230 cm. Aufgrund einer Probeentnahme am 4. Juli 2011 am Freibad beurteilte das Landesamt für Gesundheit und Soziales die hygienische Situation des Gewässers als ausgezeichnet.
Im Sommer 2017 wurden im Tegeler See Cyanobakterien (Blaualgen) gefunden. Diese führten zum Tod von mehreren Hunden. Vor dem Baden wurde gewarnt. Der See hat sich allerdings noch im selben Sommer wieder erholt und die Warnungen wurden aufgehoben.

## Saison und Verkehrsanbindung
Die Saison beginnt in der Regel um den 10. Juni und geht bis Ende August. Die Nutzung des Bades ist kostenpflichtig – allerdings gibt es rund um den Tegeler See eine Reihe weiterer Badestellen mit kleineren Sandstränden, die kostenfrei zugänglich sind, zum Beispiel gleich einige Meter südlich des Freibades an der DLRG-Wasserrettungsstation Scharfenberger-Enge am Fährableger zur Insel Scharfenberg.
Das Bad liegt am asphaltierten Schwarzen Weg. Für PKWs steht ein Parkplatz zur Verfügung, der in der Hochsaison oft überfüllt ist. Die Anbindung an das öffentliche Berliner Verkehrsnetz ist  zurzeit (Stand 2017) mit dem Bus 222 der BVG bis zum Falkenplatz in Konradshöhe gewährleistet. Von dort ist ein rund 1,2 Kilometer langer Fußweg durch den Wald zurückzulegen. Mit dem Fahrrad ist das Bad gut zu erreichen.
Im Sommer 2022 wurde als Pilotprojekt wieder eine Busverbindung eingerichtet, die im 40-Minuten-Takt direkt zum Strandbad Tegel fährt.